# Chabanière
Chabanière – gmina we Francji, w regionie Owernia-Rodan-Alpy, w departamencie Rodan. W 2013 roku liczba ludności wynosiła 4047 mieszkańców.
Gmina została utworzona 1 stycznia 2017 roku z połączenia dwóch ówczesnych gmin: Saint-Didier-sous-Riverie, Saint-Maurice-sur-Dargoire oraz Saint-Sorlin. Siedzibą gminy została miejscowość Saint-Maurice-sur-Dargoire.